# 幼子イエスの礼拝 (ホントホルスト)
『幼子イエスの礼拝』（おさなごイエスのれいはい、伊: Adorazione del Bambino、英: Adoration of the Christ Child）は、17世紀オランダ絵画黄金時代の画家ヘラルト・ファン・ホントホルストが1619-1620年ごろにキャンバス上に油彩で制作した絵画である。ホントホルストのイタリア滞在中、彼と出会ったトスカーナ大公コジモ2世・デ・メディチは1620年に彼の絵画を何点か購入したが、本作はおそらくそのうちの1点であった。作品は現在、フィレンツェのウフィツィ美術館に所蔵されている。

## 作品
ホントホルストは、イタリアではゲラルド・デッレ・ノッティ (夜のゲラルド) と呼ばれた。17世紀初めにローマで出会った巨匠カラヴァッジョの影響で、光に照らされた夜景図を描いたからであり、彼はその夜景図で名を馳せた。
新生児のイエス・キリストから拡散する聖なる光がそれぞれの人物の顔、とりわけ聖母マリアの顔を照らし出している。右側の奥には、伝統にしたがい、聖ヨセフが影の薄い人物として登場している。彼は杖にもたれかかりながら、愛情と喜びの混ざった表情で幼子を見つめている。 イエスが横たわる白い布は将来の彼の受難を予見するもので、布の下の藁は聖餐の予兆である。
2人の天使の紅潮した頬と柔らかな巻き毛が彼らの子供のような顔に自然さを与えているが、その笑みは実在の人物を表したかのように自然なものである。実際、画家たちは絵画を描く際、しばしば弟子たちをモデルにしていた。天使たちと同様、ヨセフもまた実在の人物を描いたかのように見える。マリアと比べると、灰色の厚い髭のある彼の顔は、年齢と大工仕事の疲労による皺が刻まれている。

## ギャラリー

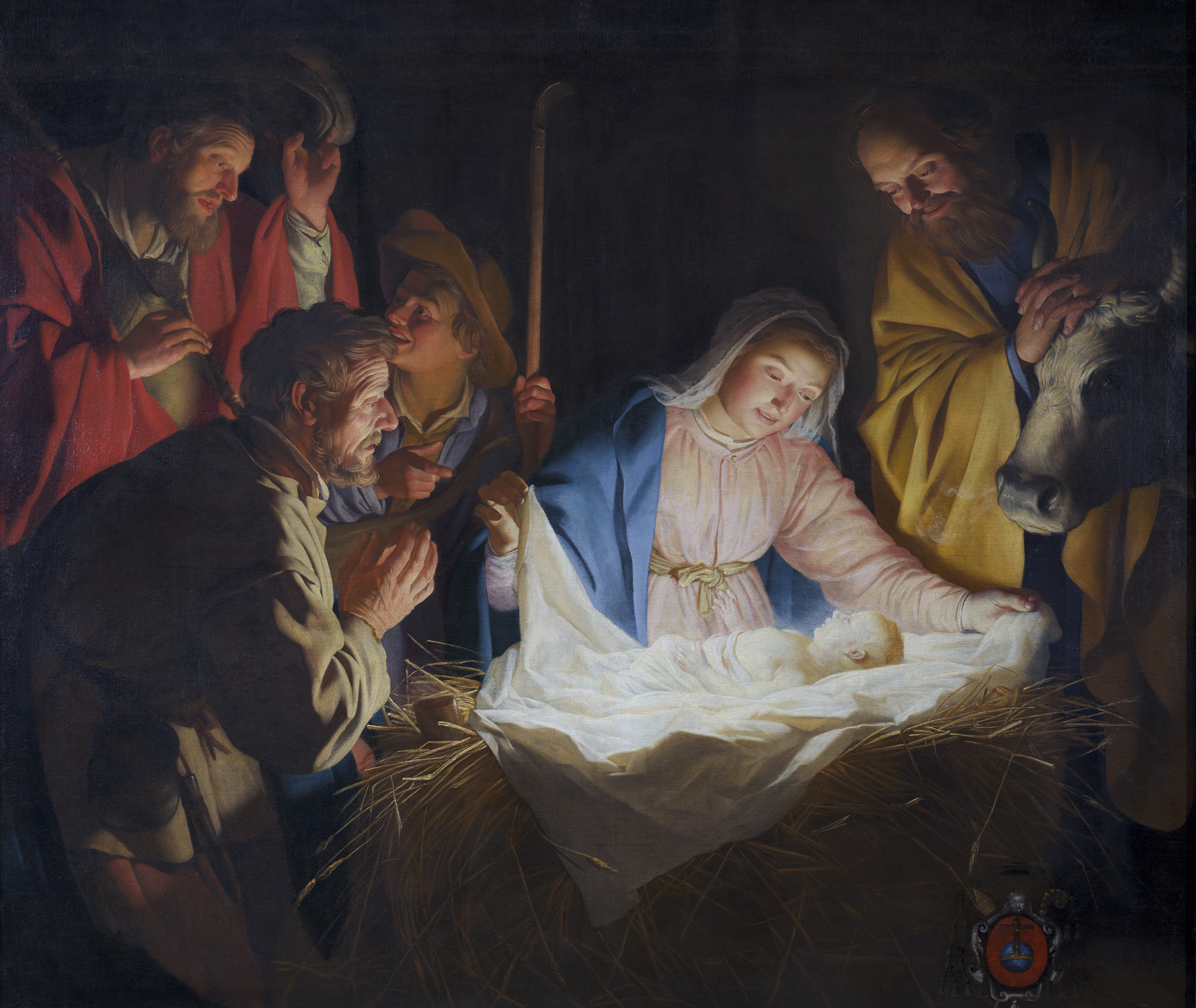
ホントホルスト『羊飼いの礼拝』 (1622年)、ヴァルラフ＝リヒャルツ美術館、ケルン
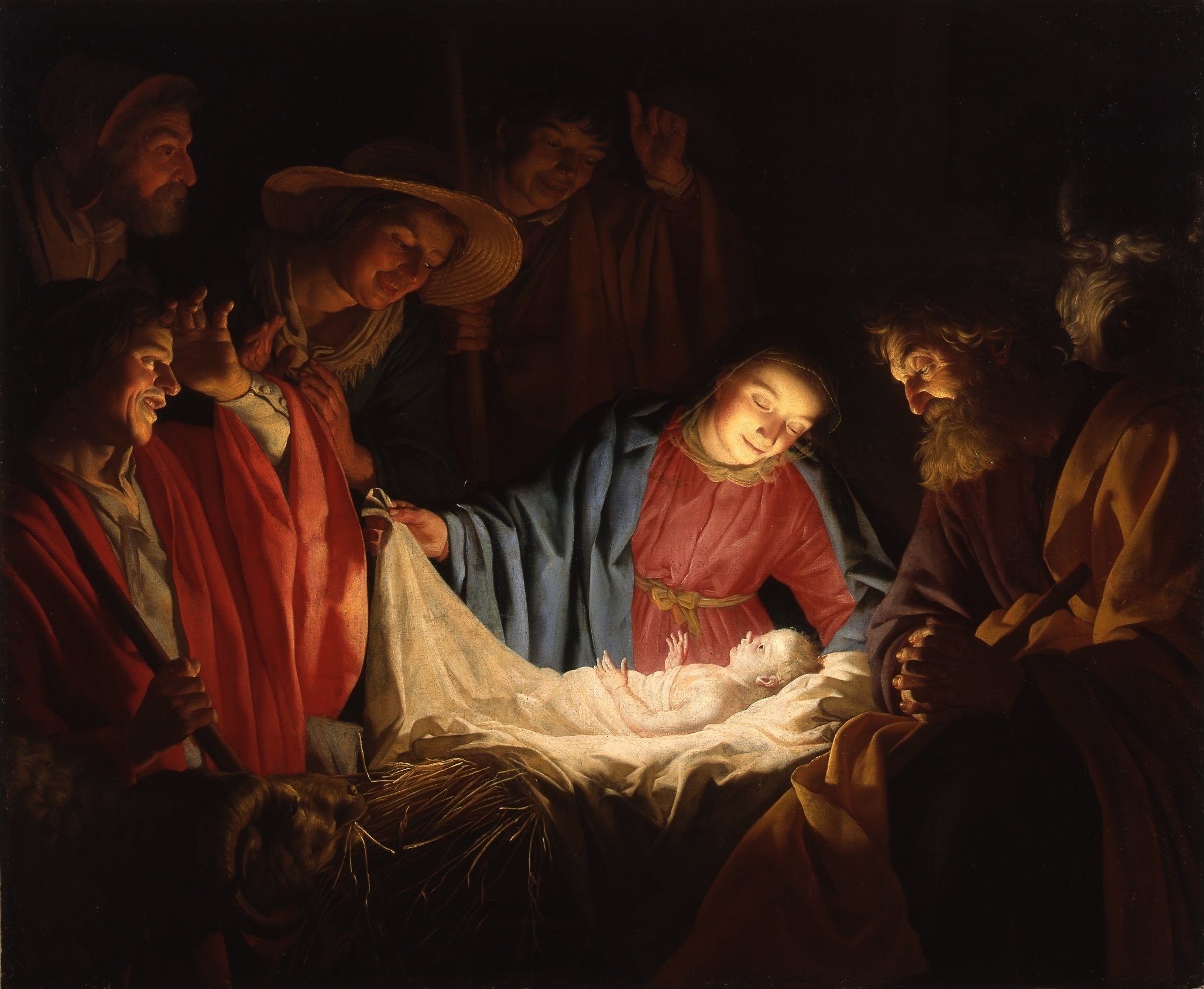
ホントホルスト『羊飼いの礼拝』 (1622年ごろ)、ポンメルン州立美術館（英語版）